# 30 lat Listy Przebojów Trójki 2007–2011
30 lat Listy Przebojów Trójki 2007–2011 – kolekcja 13 płyt wydanych przez Agorę S.A. z okazji 30-lecia Listy Przebojów Programu Trzeciego. Płyty zawierają nagrania z Listy z lat 2007–2011, trzy ostatnie – również utwory z lat wcześniejszych. Ukazywały się na rynku sukcesywnie, w każdy piątek od 27 stycznia do 20 kwietnia 2012. Seria jest uzupełnieniem kolekcji wydanej na 25-lecie Listy Przebojów Trójki.
Kolekcja uzyskała certyfikat złotej płyty.

## Spis płyt
Źródło: Oficjalne archiwum audycji Marka Niedźwieckiego

### 2007 vol. 1
1. Freddie Mercury – „Love Kills” (Star Rider Remix) (3:37)
2. Myslovitz – „W deszczu maleńkich żółtych kwiatów” (4:51)
3. Nelly Furtado – „All Good Things (Come to an End)” (4:12)
4. The Car Is on Fire – „Neyorkewr” (4:23)
5. Nosowska – „Era retuszera” (3:50)
6. Basia Stępniak-Wilk & Andrzej Poniedzielski – „Bossa nova z Augustowa” (4:58)
7. Timbaland Presents OneRepublic – „Apologize” (3:04)
8. Lidia Pospieszalska – „Inaije” (3:55)
9. Raz, Dwa, Trzy – „Jesteśmy na wczasach” (6:01)
10. Katie Melua – „Shy Boy” (3:28)
11. Grzegorz Turnau – „Motorek” (3:44)
12. Razorlight – „America” (4:08)
13. Lionel Richie – „Goodbye” (3:37)

### 2007 vol. 2
1. Ayọ – „Down on My Knees” (UK Version) (3:59)
2. Yugopolis & Maciej Maleńczuk – „Gdzie są przyjaciele moi” (3:51)
3. Nelly Furtado – „Say It Right” (Radio Edit) (3:33)
4. Habakuk – „Źródło” (3:41)
5. Katarzyna Groniec – „Będę z Tobą” (4:03)
6. Blackfield – „End of the World” (5:09)
7. Anna Maria Jopek – „Teraz i tu” (4:46)
8. Dubska – „Avokado” (3:16)
9. Beirut – „Postcards from Italy” (4:15)
10. Strachy na Lachy – „Jedna taka szansa na 100” (3:41)
11. Era Wodnika – „Podwodny Wrocław” (3:43)
12. L-Dópa – „Moherowy ninja” (4:14)
13. Maciej Maleńczuk & Wojciech Waglewski – „Koledzy” (2:39)

### 2008 vol. 1
1. Adele – „Chasing Pavements” (3:29)
2. Lao Che – „Hydropiekłowstąpienie” (5:47)
3. Amy Macdonald – „This Is the Life” (3:04)
4. Waglewski, Fisz, Emade – „Męska muzyka” (3:46)
5. Sara Bareilles – „Love Song” (3:52)
6. Nosowska – „Kto tam u ciebie jest?” (2:45)
7. Stereophonics – „Daisy Lane” (3:33)
8. Katy Perry – „I Kissed a Girl” (3:00)
9. KSU – „Moje Bieszczady” (5:14)
10. Janusz Radek – „Kiedy u... kochanie” (4:30)
11. Gabriella Cilmi – „Sweet About Me” (Radio Edit) (3:21)
12. Ayọ – „Slow, Slow (Run, Run)” (3:28)
13. The Cure – „The Only One” (Album Version) (3:56)

### 2008 vol. 2
1. Duffy – „Warwick Avenue” (3:46)
2. Anita Lipnicka & John Porter – „Old Time Radio” (3:12)
3. T.Love – „Love Love Love” (3:22)
4. Strachy na Lachy – „Po prostu pastelowe” (3:38)
5. Katie Melua – „Ghost Town” (3:29)
6. Dorota Miśkiewicz – „Budzić się i zasypiać z Tobą” (3:16)
7. Iwona Loranc & Grzegorz Tomczak – „Szukałem Cię wśród jabłek” (3:31)
8. The Killers – „Human” (Main Version) (4:04)
9. Plateau feat. Renata Przemyk – „Nic nie pachnie jak Ty” (3:31)
10. Beirut – „Cliquot” (3:50)
11. Tomek Makowiecki – „Ostatnie wspólne zdjęcie” (4:42)
12. Sharleen Spiteri – „Stop, I Don’t Love You Anymore” (Single Version) (3:01)
13. Michał Jelonek – „Akka” (2:35)

### 2009 vol. 1
1. Katie Melua – „Two Bare Feet” (2:59)
2. a-ha – „Foot of the Mountain” (Radio Edit) (3:45)
3. Basia – „A Gift” (3:42)
4. Keane – „Better Than This” (Radio Edit) (4:03)
5. Marek Piekarczyk – „Nie widzę ciebie w swych marzeniach” (4:03)
6. Tori Amos – „Maybe California” (Album Version) (4:24)
7. Mika Urbaniak – „In My Dreams” (3:44)
8. Starsailor – „Tell Me It’s Not Over” (3:22)
9. Hey – „Kto tam? Kto jest w środku?” (3:14)
10. Sidney Polak – „Deszcz” (3:38)
11. Dorota Miśkiewicz – „Nucę, gwiżdżę sobie” (3:32)
12. Lenka – „Trouble Is a Friend” (3:27)
13. Artur Andrus – „Cieszyńska” (3:04)

### 2009 vol. 2
1. Empire of the Sun – „We Are the People” (4:05)
2. Florence and the Machine – „Rabbit Heart (Reise It Up)” (3:51)
3. John Mayer – „Who Says” (2:54)
4. Renata Przemyk – „Odjazd” (3:57)
5. Elżbieta Adamiak i Adam Nowak – „Trwaj chwilo, trwaj” (4:35)
6. Giulia y los Tellarini – „Barcelona” (2:23)
7. SOFA – „Ona Movie” (2:52)
8. Lily Allen – „Not Fair” (3:22)
9. Spięty – „Ma czar karma” (4:25)
10. Strachy na Lachy – „Żyję w kraju” (3:26)
11. White Lies – „Farewell to the Fairground” (Single Mix) (4:18)
12. Voo Voo i Haydamaky – „Bądź zdrowe, serce me” (5:18)
13. Nosowska – „Uciekaj moje serce” (3:10)

### 2010 vol. 1
1. Red Box – „The Sign” (4:07)
2. Raz, Dwa, Trzy – „Już” (4:44)
3. Katie Melua – „The Flood” (4:02)
4. Sting – „Every Little Thing She Does Is Magic” (4:55)
5. Hanna Banaszak – „Nienawiść” (5:37)
6. Pustki – „Nieodwaga” (3:05)
7. Zaz – „Je veux” (Radio Edit) (3:35)
8. Czesław Śpiewa – „O tych w Krakowie” (2:43)
9. Florence and the Machine – „You’ve Got the Love” (Single Version) (2:46)
10. Grzegorz Turnau i Sebastian Karpiel-Bułecka – „Na plażach Zanzibaru” (3:22)
11. Amy Macdonald – „Don’t Tell Me That It’s Over” (3:15)
12. Stanisław Soyka – „Tango Warszawo” (3:58)
13. Plastic – „Not So Sad Story” (3:44)

### 2010 vol. 2
1. Hey – „Faza delta” (4:15)
2. Florence and the Machine – „Dog Days Are Over” (Radio Edit) (4:11)
3. Młynarski Plays Młynarski – „Lubię wrony” (3:37)
4. Lena Piękniewska – „Odchodząc” (4:11)
5. Dagadana – „Tango” (6:21)
6. Yello – „Out of Dawn” (3:11)
7. Melanie Fiona – „Monday Morning” (Album Version) (3:37)
8. Strachy na Lachy – „Ostatki – nie widzisz stawki” (3:44)
9. Cuba de Zoo – „Czarne auto” (3:23)
10. Lao Che – „Czas” (3:44)
11. Buldog – „Do generałów” (3:39)
12. Acid Drinkers – „Love Shack” (4:44)
13. Rammstein – „Frühling in Paris” (4:46)

### 2011 vol. 1
1. Blackfield – „Waving” (3:52)
2. Myslovitz – „Ukryte” (4:07)
3. Red Box – „Hurricane” (4:17)
4. Anna Maria Jopek i Tito Paris – „Tylko tak mogło być” (4:32)
5. Zakopower – „Boso” (4:50)
6. Robert Plant – „Monkey” (4:59)
7. Grzegorz Turnau – „Gdy poezja” (3:33)
8. Maciej Balcar – „Wolność” (3:18)
9. Perfect – „Trzeba żyć” (5:18)
10. Julia Marcell – „Matrioszka” (3:31)
11. Marek Piekarczyk – „Mój testament” (4:28)
12. Raz, Dwa, Trzy – „Z uśmiechem dziecka kamień” (4:16)
13. Wojtek Mazolewski Quintet – „Wojtek w Czechosłowacji” (3:18)

### 2011 vol. 2
1. Ray Wilson i Stiltskin – „American Beauty” (4:07)
2. Pustki – „Lugola” (3:27)
3. Coma – „Los cebula i krokodyle łzy” (5:13)
4. Dżem – „Partyzant” (5:39)
5. Jane’s Addiction – „Irresistible Force” (3:59)
6. Luxtorpeda – „Autystyczny” (3:39)
7. Gurrumul – „Wiyathul” (5:50)
8. Florence and the Machine – „Cosmic Love” (Radio Edit) (4:14)
9. Caro Emerald – „Back It Up” (Radio Edit) (3:50)
10. happysad – „Mów mi dobrze” (3:17)
11. T.Love – „Polskie mięso” (3:23)
12. Steven Wilson – „Postcard” (3:37)
13. Soundgarden – „Black Rain” (5:24)

### Wynalazki
1. Grzegorz Halama Oklasky – „(Śpiworki) Ja wiedziałem że tak będzie” (wersja trójkowa) (2:04)
2. Artur Andrus – „Ballada o Baronie, Niedźwiedziu i Czarnej Helenie” (1:56)
3. Janusz Grzywacz – „Młynek Kawowy” (2:43)
4. Jan Kanty Pawluśkiewicz – „Jak kania dżdżu” (3:42)
5. Dominik Kwaśniewski i Bogusław Kaczmarczyk – „Bolero” (3:43)
6. Piotr Bukartyk – „Niestety trzeba mieć ambicję” (3:31)
7. Basia Stępniak-Wilk i Grzegorz Turnau – „Bombonierka” (3:47)
8. Andrzej Grabowski & Ptaszyska – „Jestem jak motyl” (3:39)
9. Zbigniew Zamachowski i Grupa MoCarta – „Kobiety jak te kwiaty” (4:10)
10. Banjo Proszę – „Trójko” (2:55)
11. Hunter i Krzysztof Daukszewicz – „Easy Rider” (3:50)
12. Przyjaciele Karpia – „Karp 4 (2003). Restauracja” (3:49)
13. Artur Andrus – „Czarna Helena po roku” (1:56)

### Żelowożalowe
1. Black – „Wonderful Life” (4:47)
2. Tears for Fears – „Shout” (4:55)
3. Culture Club – „Karma Chameleon” (3:59)
4. Ace of Base – „All That She Wants” (Radio Edit) (3:30)
5. Status Quo – „In the Army Now” (Radio Edit) (3:52)
6. In-Grid – „Tu es foutu” (Radio Edit) (3:37)
7. Mory Kanté – „Yéké yéké” (3:59)
8. Colourbox – „The Moon Is Blue” (4:37)
9. Secret Service – „Flash in the Night” (Album Version) (3:37)
10. Koreana – „Hand in Hand” (4:12)
11. Nik Kershaw – „I Won’t Let the Sun Go Down on Me” (Album Version) (3:21)
12. Limahl – „Only for Love” (3:49)
13. Army of Lovers – „Obsession” (Radio Edit) (3:43)

### The Best of
1. Queen – „These Are the Days of Our Lives” (2011 Remaster) (4:14)
2. Perfect – „Autobiografia” (4:32)
3. Maanam – „Kocham cię kochanie moje” (4:51)
4. Deep Purple – „Perfect Strangers” (Single Edit) (5:18)
5. Kult – „Do Ani” (4:09)
6. The Cranberries – „Zombie” (Edit) (5:06)
7. Tears for Fears – „Sowing the Seeds of Love” (6:15)
8. Lionel Richie – „Hello” (Album Version) (4:08)
9. Tina Turner – „The Best” (5:28)
10. Lady Pank – „Zamki na piasku” (4:29)
11. The Stranglers – „Midnight Summer Dream” (5:06)
12. Hey – „Moja i twoja nadzieja” (4:45)
13. Gotye (feat. Kimbra) – „Somebody That I Used to Know” (4:06)